# Кто? Ты
«Кто ты?» (стилизованно как «Кто? Ты») — дебютный студийный альбом российского рэп-исполнителя ДеЦла, выпущенный музыкальным издательством «Студия Миксмедиа» на аудиокассетах и компакт-дисках 1 мая 2000 года.
Альбом состоит из 12 песен и был записан в период с 1999 по 2000 год на московской студии звукозаписи «Тон-ателье №1» в телецентре «Останкино». В записи альбома приняли участие рэперы Шеff, Legalize, Тима и Tommy, а также R&B-исполнитель Маруся и рок-группа «Мэd Dог». Запись альбома была спродюсирована Александром Толмацким и Владом «Шефом» Валовым.
Музыку для альбома создали Shooroop и DJ LA при содействии басиста и гитариста Mr. Bruce, диджея DJ Tonik (скретч в песне «Пятница») и рок-группы «Мэd Dог» («Слёзы»). Все тексты для альбома написал Шеff, кроме песен «Надежда на завтра» (Шеff и Legalize), «Слёзы» («Мэd Dог»), «Мы отдыхаем» (Шеff и Tommy) и «Пятница» (Legalize).
На композиции «Пятница», «Слёзы», «Надежда на завтра», «Кто ты?», «Вечеринка» и «Кровь моя, кровь» были выпущены видеоклипы, три из которых стали лауреатами в номинации «Хит-парад-20» на первой церемонии вручения премии «Муз-ТВ». 7 сентября 2000 года ДеЦл и его продюсер «Шеф» получили премию MTV Video Music Awards в номинации «Выбор зрителей MTV Россия» (Russian Viewer’s Choice) за видеоклип на песню «Вечеринка».
Альбом разошёлся тиражом более миллиона экземпляров и получил высокий рейтинг редакторов портала Rap.ru, которые посчитали его лучшим рэп-альбомом 2000 года. Фраза из заглавной песни альбома «Что ты сделал для хип-хопа в свои годы?» стала девизом на ближайшие несколько лет для хип-хопа в России.

## Запись альбома
Осенью 1998 года, увидев по телевизору видеоклип на песню «Вы хотели party?» группы Jam Style & Da Boogie Crew, Кирилл Толмацкий решил научиться танцевать брейк-данс:
Я много смотрел MTV, много смотрел Муз-ТВ, интересовался, что происходит в музыкальной сфере. И на тот момент крутили клип Da Boogie Crew & Лигалайз «Вы хотели Party?!» Там, где Da Boogie Crew, очень зажигательно танцевали брейк-данс. И я подумал: «О, наконец-то в Россию это пришло!» Я до этого, конечно, слышал разный рэп, но мне больше нравилась именно история с танцами. — Кирилл Толмацкий
В это время его отец, генеральный продюсер продюсерской фирмы «МедиаСтар» и главный поставщик музыкального материала для телеканала «Муз-ТВ», Александр Толмацкий, решил отправить сына в школу брейк-данса. Он обратился за помощью к Владу Валову взамен предложив ему карьеру продюсера. В танцевальной школе 15-летний Кирилл познакомился с Тимуром Юнусовым, позже ставшим его бэк-вокалистом. Затем в качестве подарка сыну на день рождения Толмацкий-старший предложил Валову написать для сына песню в стиле рэп. Валов попросил Лигалайза написать текст для будущей песни «Пятница», которую должен был исполнить Кирилл. В ответ на вопрос Валова «Как же мы его назовём?» Толмацкий тут же вспомнил, что у Кирилла был комплекс неполноценности, поскольку он был маленького роста, и предложил имя «ДеЦл».
С песней «Пятница» ДеЦл впервые выступил перед многотысячной аудиторией на фестивале Adidas Streetball Challenge в Москве 3 сентября 1999 года. Трек был выпущен на сборнике Hip-Hop Info #6 в августе 1999 года. В конце августа ДеЦл впервые появился на экране телевизоров в видеоклипе группы «Легальный Бизне$$» на песню «Пачка сигарет», который стал режиссёрским дебютом для Влада Валова. Затем Валов взял шефство над дебютным видеоклипом ДеЦла на песню «Пятница». Оператором был выбран Арсен Маклозян. По словам Толмацкого-старшего, клип был снят на день рождения «какими-то простейшими средствами со всей атрибутикой». И поскольку он работал для телеканала «Муз-ТВ» и не мог поставить в эфир сына, то попросил генерального продюсера «MTV Россия», Бориса Зосимова, пустить клип в эфир. Премьера состоялась в годовщину эфира телеканала, 25 сентября 1999 года. Через неделю Зосимов позвонил Толмацкому с просьбой забрать пачку писем, адресованных ДеЦлу. В конце 1999 года лицо рэпера появилось на обложке ноябрьского выпуска журнала «Птюч»; это было началом большого количества статей, посвящённых ДеЦлу.
Запись альбома происходила на московской студии звукозаписи «Тон-ателье №1» в телецентре «Останкино». Звукорежиссёр альбома, Андрей «Shooroop» Бабурин, сидя за микшерным пультом, делал запись и сведение музыки в системе Digidesign ProTools с применением семплеров фирмы Akai. Идеи всех текстов для Кирилла придумывал его отец, а Валов только облекал их в необходимую форму.
Параллельно Толмацкий и Валов создали в 1999 году хип-хоп-объединение «Bad B. Альянс», в состав которого входили группы Bad Balance, «Легальный Бизне$$», «Белый Шоколад», «АлкоFunk», сольные проекты «Шеff», «Tommy» и «ДеЦл», а также ряд битмейкеров, делающих для них музыку: Shooroop, DJ LA, DJ Tonik, DJ 108, DJ Тенгиз, Виктор «Гуру» Гуревич и бас-гитарист Mr. Bruce. В декабре 1999 года Филипп Янковский снял два видеоклипа на песни «Слёзы» и «Надежда на завтра». Премьера видеоклипа на песню «Слёзы» состоялась в начале января 2000 года. 18 марта 2000 года ДеЦл вместе с участниками «Bad B. Альянса» выступил на мероприятии «Бит-битва», которое транслировалось телеканалом «MTV Россия». Его выступление с песней «Кто ты?» позже появилось в ротации как новый видеоклип рэпера. Концерту предшествовало появление в эфире «MTV» видеоклипа на песню «Надежда на завтра» (она же «Вне политики»), в которой рэперы «достаточно прозрачно призывали не принимать участие в выборах». Песня также была исполнена во Дворце спорта «Динамо» и была написана по заказу кандидата в президенты Григория Явлинского, лидера политической партии «Яблоко», который и организовал это мероприятие.
В апреле 2000 года был снят видеоклип на песню «Вечеринка». В новом видео ДеЦл расстался со своей неизменной шапкой, продемонстрировав «дреды». Клип снимался в течение суток на студии «Центрнаучфильм», поскольку к съёмкам добавилась работа над рекламным роликом «Пепси, пейджер, MTV». Режиссёром «Вечеринки» стал Олег Степченко, а оператором — Сергей Бледнов, снимавшие до этого ролик группе «Легальный Бизне$$» на песню «Мелодия души». Декорации «комнаты» ДеЦла расписал небезызвестный Баскет. Процесс съёмки был показан в передаче «Башня» на телеканале «РТР». 13 лет спустя, 3 июня 2013 года ДеЦл выпустила новую версию песни «Вечеринка» («Вечеринка 2013») и клип на неё с повзрослевшими героями.
1 мая 2000 года ДеЦл презентовал свой дебютный альбом «Кто ты?» на передаче «VIP-каприз» на телеканале «MTV Россия». Также он сообщил о том, что новый видеоклип на песню «Вечеринка», в котором приняли участие Тима и диджей Линар, выйдет 12 мая на «MTV Россия». В конце интервью виджей Лика Длугач поздравила ДеЦла с выходом альбома.
С 3 по 8 августа 2000 года был снят видеоклип на песню «Кровь моя, кровь». Режиссёром стал Олег Степченко, а оператором — Сергей Бледнов. Видеоклип снимался три дня. 3 августа была снята сцена в классе в средней школе №201. 5 августа были сняты уличные сцены около театра Российской Армии и на заводе тепловой автоматики, 8 августа снимались сцены на Ходынском аэродроме. Процесс съёмки, а также сама премьера клипа были показаны в передаче «Stoр! Снято» на телеканале «MTV Россия» 2 сентября 2000 года. По словам режиссёра, Олега Степченко, клип занял первое место по количеству показов на «MTV Россия» — 2600 раз.
ДеЦл выступил вместе с Иосифом Кобзоном с песней «Вечеринка на РТРе» в телепередаче «Голубой огонёк на Шаболовке» на РТР 31 декабря 2000 года. Компанию ДеЦлу составили Sexy Liya и «Маруся» из группы «Белый Шоколад». Музыку к ремиксу создал DJ 108.
Кроме того, музыка из альбома «Кто ты?» использовалась в телерекламе. В рекламе журнала «НЕОН» звучит музыка из песни «Слёзы», в рекламе «Pepsi» — «Вечеринка», в рекламе интернет-провайдера «СитиЛайн» — «Принцесса», а в рекламе «Aqua Minerale» — «Кто ты?».
В 2018 году ДеЦл представил сборник Acoustic, записанный совместно с музыкантыми группы «Animal ДжаZ» при участии панк-рок группы «Последние танки в Париже», DJ Worm и Bender. На сборнике представлены новые версии песен «Вечеринка», «Кто ты?», «Слёзы» и «Пятница».

## Рейтинги
В 2007 году главный редактор портала Rap.ru, Андрей Никитин, поместил альбом «Кто ты?» в список главных альбомов русского рэпа:
Крупномасштабный коммерческий проект, к которому подключились рэп-светила первой величины. Какое-то фантастическое количество слушателей довольно быстро узнало о существовании этого артиста. Не менее фантастическое количество людей выработало негативное отношение к Децлу, всё чаще воспринимая его как объект насмешек. В этом смысле проект не имел и не имеет аналогов в отечественной музыке.
В 2009 году редакторы портала Rap.ru, Андрей Никитин и Руслан Муннибаев, поместили альбом в свой список «10 важнейших альбомов русского рэпа» на сайте интернет-издания OpenSpace.ru:
Проект-калька с американских рэп-блокбастеров. Главному действующему лицу — юному Кириллу Толмацкому, чей отец и финансировал затею — писали тексты самые большие рэп-звёзды тех лет (Лигалайз и Шеff). На выходе получался немного наивный подростковый рэп, который, с одной стороны, принёс Децлу известность в массах, с другой — вызвал целую гамму негативных проявлений: от язвительных насмешек до натуральной ненависти. Граффити «Децл — лох» стало знаком времени, а сам Кирилл впоследствии признавался, что даже простой поход в магазин превратился для него в проблему. Тем не менее фразу «Что ты сделал для хип-хопа в свои годы?» из истории русского рэпа уже не вырубить.
В 2011 году редакция журнала TimeOut поместила песню «Кто ты?» (1999) в список «100 песен, изменивших нашу жизнь».
В 2017 году редактор английского интернет-издания Highsnobiety, Анастасия Фёдорова, поместила песню «Вечеринка» в список «A Brief, Untold History of Russian Rap».
В 2022 году сайт «Афиша Daily» поместил альбом в список «100 лучших альбомов за последние 30 лет».

## Ретроспектива
В 2015 году музыкальный редактор «Афиша-Воздух», Артём Макарский, отметил, что альбом «Кто ты?» вывел хип-хоп из гетто в мейнстрим, а также помог Децлу «завоевать страну».
В 2019 году музыкант, публицист и рэпер Russia Today, Ричард Семашков, написал о своих личных воспоминаниях о ДеЦле:
В моём детстве кассеты с песнями Децла были, наверное, самым ходовым товаром. Все школы ходили в футболках, где был изображён Децл, а в топ-3 надписей на заборах входила фраза «Децл лох», что, конечно же, говорило о его огромной славе. Я знаю, что многие писали эту фразу, потакая моде, а придя домой, слушали его дебютный альбом «Кто? Ты» втайне от друзей с района. Альбом, который разошёлся тиражом более миллиона экземпляров (без учёта пиратских копий), вошёл в число самых продаваемых пластинок в России.
В 2020 году редакторы портала The Flow опубликовали материал 2015 года о том, как создавался альбом.
В 2020 году редакторы портала Rap.ru вспомнили тех артистов, которые приложили руку к альбому «Кто ты?», но для широкой публики остались за кадром: Tommy, Шуруп, Маруся, группа Мэd Dог, Тимати:
После выхода альбома Децла «Кто? Ты» многие из нас открыли для себя хип-хоп. Несмотря на бешеную популярность и массовою истерию, сейчас уже можно утверждать, что сам релиз получился весьма достойным. Инструменталы были построены вокруг правильных семплов, а в текстах можно было услышать даже о лидере Wu-Tang Clan.

## Награды
- 7 сентября 2000 года видеоклип ДеЦла на песню «Вечеринка» победил в номинации «Выбор зрителей MTV Россия» (Russian Viewer’s Choice) на церемонии вручения наград за достижения в индустрии производства видеоклипов «MTV Video Music Awards 2000», которая прошла на сцене нью-йоркского Radio City Music Hall[13]. ДеЦл и его продюсер, Влад «Шеff» Валов, получили статуэтку премии «MTV Video Music Awards 2000» в виде стоящего на одной ноге космонавта с флагом MTV в руке. За два месяца до церемонии рэперы получили факс с извещением о том, что клип «Вечеринка» оказался среди трёх претендентов на победу в номинации «российский приз зрительских симпатий» (конкурентами были «Жара» Чичериной и «Без обмана» Мумий Тролля). Получили и забыли, «так как никто не верил, что хип-хоп может победить в этой стране». Напомнили о «MTV VMA 2000» Валову за неделю бодрым звонком из офиса «MTV Россия». В свою очередь тот позвонил ДеЦлу, который «по счастливому совпадению» уже находился в США[1].
- В 2001 году видеоклипы ДеЦла на песни «Вечеринка», «Кровь моя, кровь» и «Надежда на завтра» стали лауреатами в номинации «Хит-парад-20» на первой церемонии вручения премии национального музыкального канала «Муз-ТВ», которая состоялась в развлекательном комплексе «Метелица» 15 февраля 2001 года. Награды вручались тем артистам и коллективам, чьи клипы в 2000 году хотя бы единожды занимали верхнюю строчку «Хит-парада-20»[12].
- 24 апреля 2001 года на третьей церемонии награждения премией российской индустрии звукозаписи «Рекордъ» альбом «Кто ты?» был номинирован на «Альбом года», но проиграл альбому «Zемфиры» «Прости меня, моя любовь». На этой же церемонии ДеЦл победил в номинации «Дебют года» за альбом «Кто ты?»[55].

## Список композиций
| №   | Название                                                  | Текст песни    | Музыка                                                               | Длительность |
| --- | --------------------------------------------------------- | -------------- | -------------------------------------------------------------------- | ------------ |
| 1.  | «Вечеринка у ДеЦла» (feat. Маруся)                        | Шеff           | Shooroop, Mr. Bruce (бас, гитара), LA (скретч)                       | 3:55         |
| 2.  | «Нужен только бит»                                        | Шеff           | Shooroop, Mr. Bruce (бас), LA (+ скретч)                             | 3:44         |
| 3.  | «Принцесса»                                               | Шеff           | LA (+ скретч), Mr. Bruce (бас)                                       | 3:50         |
| 4.  | «Москва — Нью-Йорк» (feat. Тима)                          | Шеff           | Shooroop, LA (скретч)                                                | 3:38         |
| 5.  | «Кто ты?»                                                 | Шеff           | Shooroop, LA (скретч)                                                | 3:32         |
| 6.  | «Надежда на завтра» (feat. Bad B. Альянс: Шеff, Legalize) | Шеff, Legalize | Shooroop, LA (+ скретч), Mr. Bruce (бас)                             | 3:59         |
| 7.  | «Слёзы» (feat. Мэd Dог)                                   | Мэd Dог        | Мэd Dог (гитара и ударные), Shooroop, LA (+ скретч), Mr. Bruce (бас) | 3:30         |
| 8.  | «Чёрный змей»                                             | Шеff           | Shooroop, LA (скретч), Mr. Bruce (бас)                               | 3:39         |
| 9.  | «12 злобных зрителей» (feat. Шеff)                        | Шеff           | LA                                                                   | 0:46         |
| 10. | «Кровь моя, кровь»                                        | Шеff           | LA (+ скретч), Mr. Bruce (бас, гитара)                               | 3:24         |
| 11. | «Мы отдыхаем» (feat. Tommy, Тима)                         | Шеff, Tommy    | Shooroop, LA (скретч), Mr. Bruce (бас)                               | 3:51         |
| 12. | «Пятница»                                                 | Legalize       | Shooroop, LA, Mr. Bruce (бас), DJ Tonik (скретч)                     | 3:45         |

### Семплы
Информация о семплах была взята с сайта WhoSampled:
- «Вечеринка»: Booker T. & the M.G.'s — «Groovin'» (1967) (интерполяция), Lyn Collins — «We Want to Parrty, Parrty, Parrty» (1973) (вокал), Dana Dane — «Dana Dane Is Coming to Town» (1987) (вокал)
- «Нужен только бит»: Choice M.C.'s — «Beat of the Street» (1985) (вокал), LL Cool J — «I Can’t Live Without My Radio» (1985) (вокал)
- «Принцесса»: Валерий Леонтьев — «Поющий мим» (1986) (клавишные)
- «Москва — Нью-Йорк»: Stevie Wonder — «Have a Talk With God» (1976) (клавишные), Stetsasonic — «Go Stetsa I» (1986) (вокал), Das EFX — «Mic Checka» (1992) (вокал)
- «Кто ты?»: Pudgee Tha Phat Bastard — «On the Regular» (1995) (вокал), Meshell Ndegeocello — «Who Is He and What Is He to You» (1996)
- «Надежда на завтра»: Ray Conniff — «Easy to Love» (1959) (хор)
- «Слёзы»: Best Service — «03F-MIX-.A» (1998) (клавишные), Мэd Dог — «Печаль» (1999) (аранжировка)
- «Чёрный змей»: Sugar Daddy — «Another One Bites The Dust» (1980) (гитара)
- «12 злобных зрителей»: Pharoahe Monch — «Behind Closed Doors» (1999) (аранжировка)
- «Кровь моя, кровь»: ВИА Добры Молодцы — «Алёшкина любовь» (1998) (интерполяция)
- «Мы отдыхаем»: Meshell Ndegeocello — «Stay» (1996) (клавишные), Gladys Knight & the Pips — «Who Is She (And What Is She to You)» (1973) (бит)
- «Пятница»: Louisiana Red — «Alabama Train» (1977) (гитара), Whistle — «(Nothing Serious) Just Buggin'» (1986) (звуковые эффекты), Run-DMC — «Beats to the Rhyme» (1987) (вокал), James Brown — «Funky Drummer» (1970) (вокал), Nairobi feat. Awesome Foursome — «Funky Soul Makossa» (1982) (вокал), The D.O.C. — «It's Funky Enough» (1989) (вокал), Public Enemy — «Yo! Bum Rush the Show» (1987) (вокал)

### Чарты и ротации
По данным интернет-проекта Moskva.FM, шесть песен из альбома — «Вечеринка у ДеЦла», «Слёзы», «Кто ты?», «Кровь моя, кровь», «Пятница» и «Надежда на завтра» — были в ротации нескольких российских радиостанций с 2009 по 2015 год.

## Участники записи
- ДеЦл — исполнитель (1-12)
- Шеff — исполнитель (6, 9), бэк-вокал (1, 4, 5, 6, 10), автор текста (1—11)
- Legalize — исполнитель (6), автор текста (6, 12)
- Тима — исполнитель (4, 11)
- Tommy — исполнитель (11), бэк-вокал (11), автор текста (11)
- НУЭТИ — бэк-вокал (1, 4, 11)[59]
- Маруся — исполнитель (1)
- Ирина «Шмель» Минина — бэк-вокал (2)
- Мэd Dог — автор музыки и текста (7)[10]
- Shooroop — автор музыки (1, 2, 4, 5, 6, 7, 8, 11, 12)
- DJ LA — автор музыки (2, 3, 6, 7, 9, 10, 12), скретч (1, 2, 3, 4, 5, 6, 7, 8, 10, 11)
- Mr. Bruce — бас-гитара (1, 2, 3, 6, 7, 8, 10, 11, 12), электрогитара (1, 10)
- DJ Tonik — скретч (12)
- Сергей Согрин — фотограф
- Василий Кудрявцев — фотограф